# Jan Hanusz
Jan Hanusz (ur. 13 czerwca 1858 w Kołodziejówce,  zm. 26 lipca 1887 w Paryżu) – polski językoznawca, zasłużony dla poznania języków indoeuropejskich.

## Życiorys
Uczył się w C. K. Gimnazjum w Stanisławowie, gdzie w 1877 ukończył z wynikiem celującym VIII klasę i zdał chlubnie egzamin dojrzałości (w jego klasie byli m.in. Franciszek Majchrowicz, Józef Wiczkowski, Karol Zaleski). W tym samym roku rozpoczął studia na Uniwersytecie Jagiellońskim w zakresie filologii słowiańskiej (u prof. Lucjana Malinowskiego) i klasycznej (u prof. Kazimierza Morawskiego). Po ukończeniu studiów (1881) wyjechał zgodnie z ówczesnym obyczajem uzupełniać wiedzę za granicą. Już w 1882 obronił w Lipsku pracę doktorską o akcencie rzeczowników białoruskich, napisaną pod kierunkiem prof. Augusta Leskiena. Następnie przez kilka miesięcy studiował sanskryt w Berlinie. Do Krakowa powrócił w 1883 i w tym samym też roku został tu wybrany na członka Komisji Językoznawstwa Akademii Umiejętności.
Profesorowie UJ doceniając talent i pracowitość Jana Hanusza widzieli w nim w przyszłości głowę planowanej katedry językoznawstwa indoeuropejskiego. Toteż Hanusz łatwo uzyskał ich wsparcie na wyjazd latem 1884 do Wiednia, gdzie dokształcał się z sanskrytologii, a w końcu tegoż roku uzyskał tam habilitację na podstawie pracy o deklinacji staroindyjskiej.
W 1885 podjął Hanusz na Uniwersytecie Wiedeńskim (jako docent prywatny, tzn. bez wynagrodzenia) wykłady z języka litewskiego i z języków celtyckich. Równocześnie uczył się ormiańskiego, a wiedzę tę wykorzystał do napisania 2-tomowej pracy O języku Ormian polskich (Kraków 1885, 1888), która miała się stać bodaj najbardziej znaną jego rozprawą.
Mimo wielokrotnych pism i wielu starań profesorów krakowskich o uzyskanie dla Hanusza stanowiska profesora UJ sprawa przeciągała się w ministerstwie przez kilka lat. W tym czasie Hanusz pracował na Uniwersytecie Wiedeńskim, a wakacje wykorzystywał na badania terenowe nad dialektem czakawskim oraz językiem albańskim i greckim (częściowo fundowane zresztą przez Akademię Umiejętności).
Dla lepszego poznania języków celtyckich Hanusz przybył w 1887 do Paryża, gdzie mógł korzystać z bogatych zbiorów bibliotecznych. Myślał też o zorganizowaniu badań terenowych w Walii. Niestety, w tym czasie wybuchła w Paryżu epidemia tyfusu. Zapadł nań i Hanusz. Zmarł po 6 tygodniach pobytu w Paryżu. Pochowany został we Francji.